# Xã Wayne, Quận Armstrong, Pennsylvania
Xã Wayne (tiếng Anh: Wayne Township) là một xã thuộc quận Armstrong, tiểu bang Pennsylvania, Hoa Kỳ. Năm 2010, dân số của xã này là 1.200 người.